# Норигэ

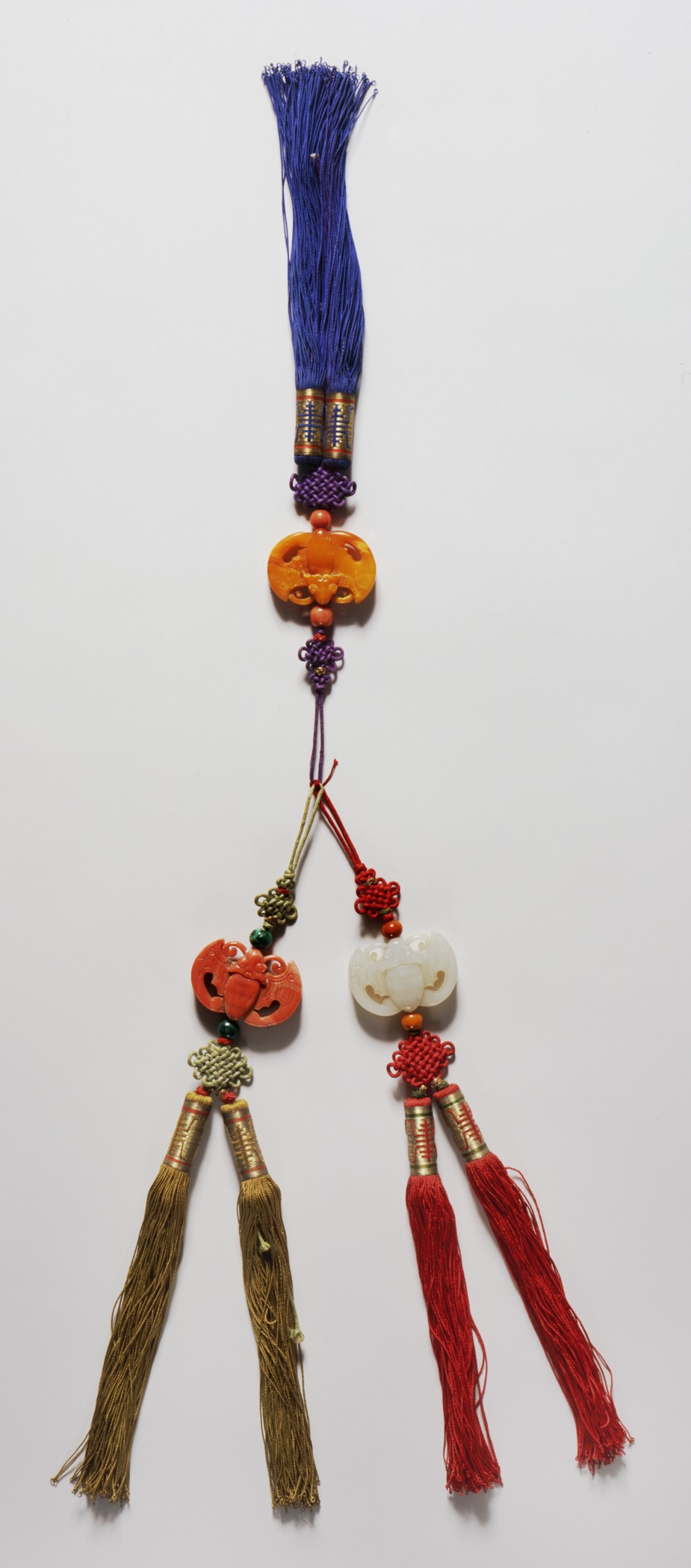
Три части норигэ с орнаментами летучих мышей

Норигэ́ (хангыль: 노리개) — традиционная корейская подвеска, аксессуар, используемый в традиционном национальном костюме ханбок. Норигэ можно повесить на корым (завязки пальто), женский жакет-чогори или на юбку-чхима́. Норигэ является декоративным кулоном и одновременно талисманом на удачу, который должен принести вечную молодость, богатство или множество сыновей (в зависимости от его формы), а также он может быть модным аксессуаром и показателем статуса владелицы. Обычно норигэ из дома родителей или родственников передавали потомкам.

## Терминология
Слово норигэ первоначально относилось к «красивым и игривым предметам» или «любимым безделушкам», что означало симпатию женщин к очарованию кисточки независимо от социального положения.

## История
Точное происхождение неизвестно, но считается, что современная кисточка-норигэ восходит к эпохе Чосон, и её носили исключительно в Чосоне. Трудно определить точное время, когда норигэ стали широко использовать. Некоторые источники утверждают, что норигэ могла быть защитной эмблемой, называемой джема́, использовавшейся в первобытном шаманизме, которую первоначально носили дети. Однако истинным архетипом[уточнить] норигэ, по-видимому, является подвеска на талии, которую носили в период Силла.

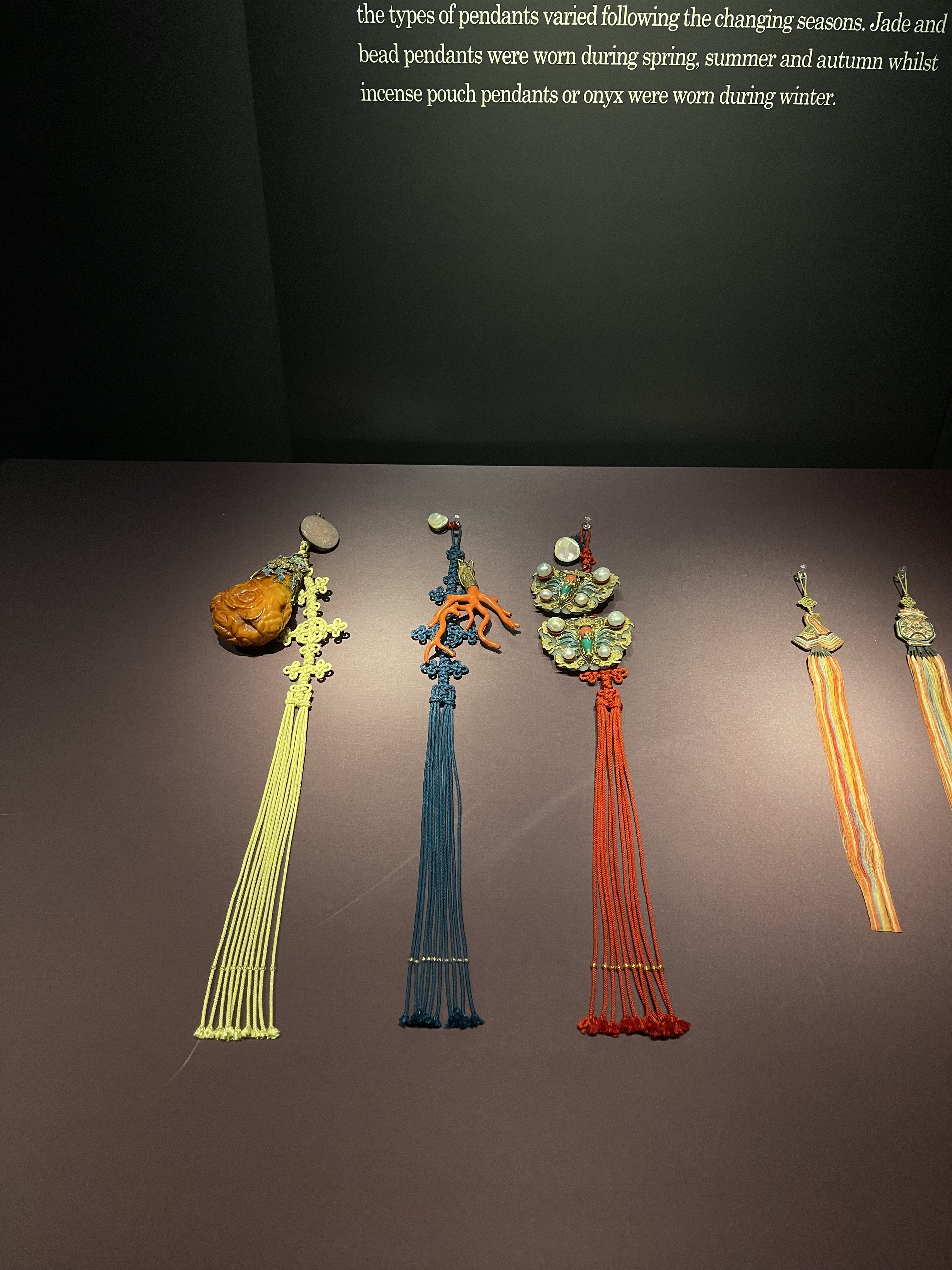
Самджак норигэ Наследного принца Ёндэ

В Чосоне норигэ носили женщины разных сословий, от королев до простолюдинок. Норигэ также служили для обозначения социальных рангов и социального статуса. Разные формы и размеры норигэ носили в разных случаях, а также могли зависеть от времени года. Норигэ также можно было использовать в качестве украшения для груди или талии.

## Структура
Норигэ состоит из трёх основных частей: основного орнамента, замысловатых узлов и кисточки в нижней части. Норигэ можно разделить на 4 части:
- ддидо́н (띠돈; 帶金) представляет собой крючок (либо отдельный аксессуар, либо дополнительные узлы), служащий для прикрепления норигэ к ханбоку,
- пэму́ль (패물) — основное украшение
- мэды́п (매듭) — узлы
- кисточка суль (술)[2].

Норигэ бывают большие, средние и маленькие в зависимости от человека, который носит норигэ или места, где он находится[уточнить]. Например, норигэ для младенцев будет намного меньше, чем для взрослых. Во времена Чосона правитель Ёнсангун использовал роскошь и размеры норигэ для классификации социального положения своих женщин.
Норигэ имеют различные формы, взятые из природы или из повседневной жизни. Они делятся на самджа́к (삼작; 三作) и данджа́к (단작; 單作). Самджак, то есть норигэ из трёх частей, можно разделить на дэсамджа́к и сосамджак, которые имеют одинаковую форму, но пэмуль каждого из них разный.

### Основной орнамент
В качестве основного украшения, пэмуль, для изготовления норигэ обычно используют золото, серебро, драгоценности и драгоценные камни. Мотивы основного орнамента разбиты на 5 основных ветвей, таких как животные, растения, предметы быта, персонажи и религиозные символы. Например, некоторые благоприятные иероглифы включают китайский иероглиф шу 《壽》, обозначающий долголетие. Религиозные символы обычно представляют собой мотивы, представляющие буддизм.

### Узлы
Мэдып использует цветной шнур для плетения различных форм. Тип узла должен повторять рисунок основного орнамента. Крупный размер основных частей орнамента будет сочетаться с мелкими узелками. Небольшой основной орнамент сочетается с крупными узлами. Типы узлов должны соответствовать общему весу норигэ.

### Кисточка
Кисточки суль делаются из окрашенных шёлковых нитей и располагаются в нижней части.

### Ддидон
Застёжка ддидон — металлический крючок скрепляет норигэ вместе и служит креплением на одежде. Существует множество форм ддидон, включая форму бабочки и типичную круглую или квадратную форму.

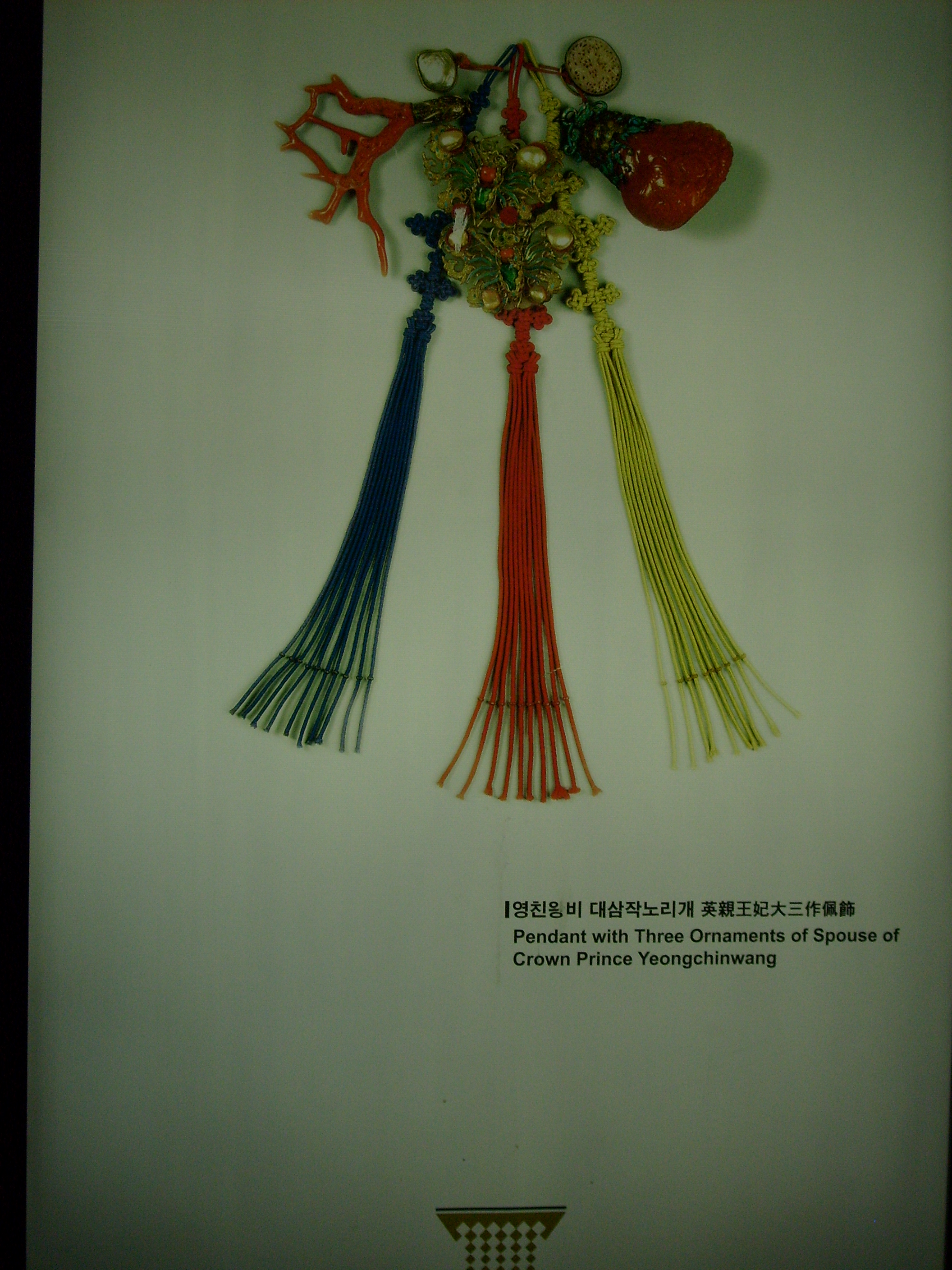
Самджак норигэ супруги наследного принца Ёнчинвана
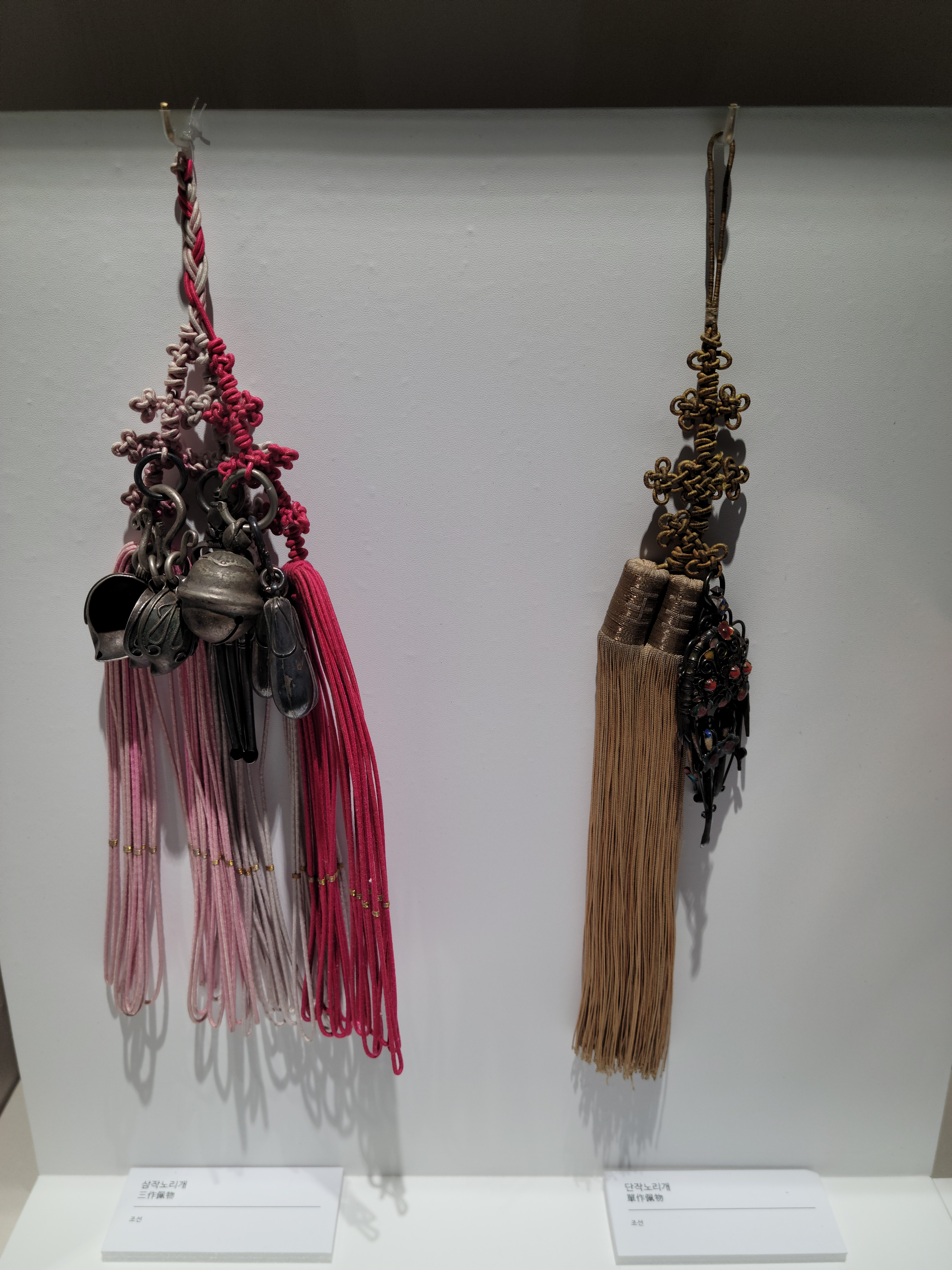
Самджак норигэ (слева) и данджак норигэ (справа)
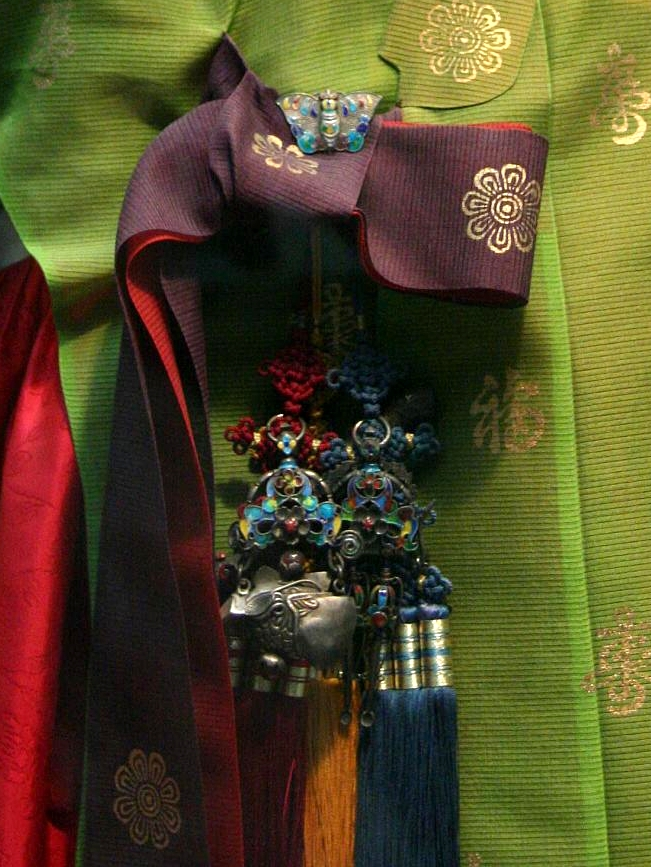
Ддидон в форме бабочки висит на одежде высокопоставленной гуннё[уточнить].
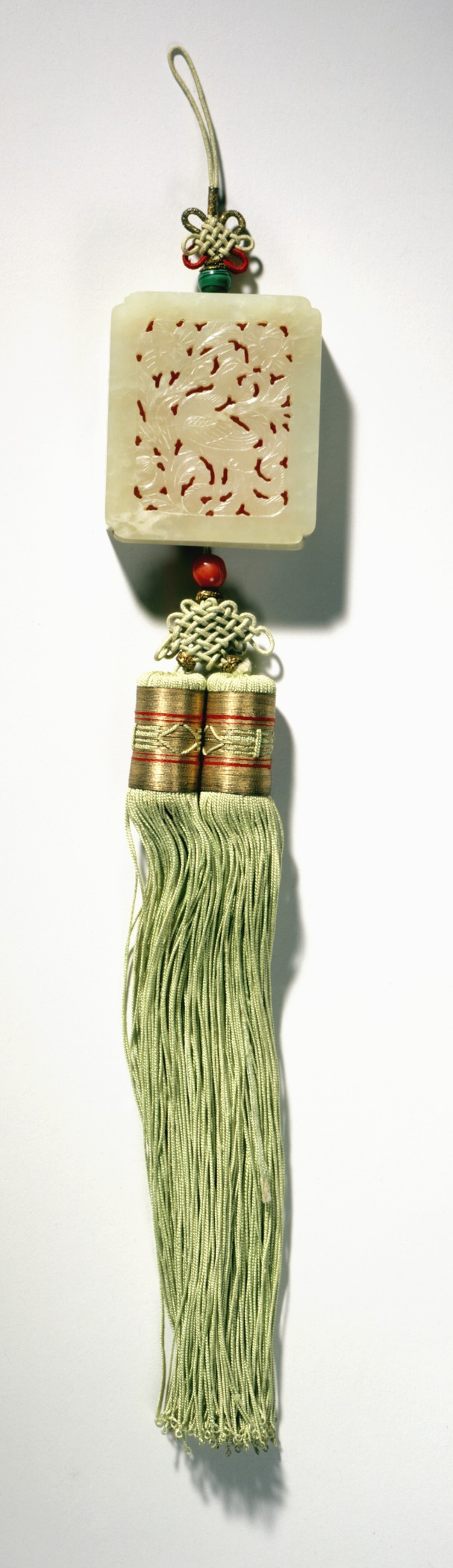
Норигэ с фениксом и цветами из резного янтаря, коралла и нефрита

## Похожие предметы
- Yajin — предмет китайской моды, которым украшают лацканы верхней китайской одежды.
- Jinbu — китайский модный предмет из yupei, который использовался в качестве поясных аксессуаров, обычно называемый yaopei[что?]